# Formula Vee

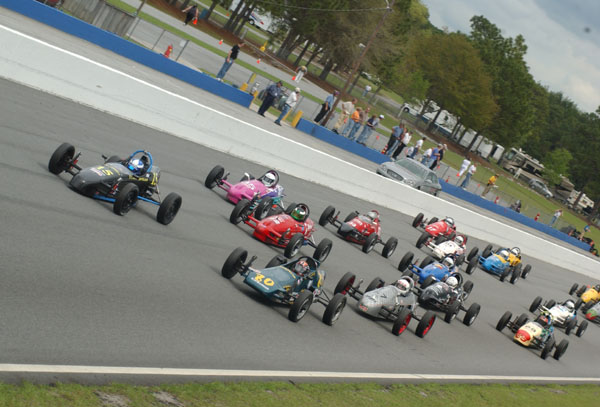
Una gara nel 2008.

La Formula Vee è un campionato riservato a monoposto a ruote scoperte monomarca, con costi relativamente bassi rispetto alla Formula Ford e alla Formula BMW. Il telaio è generalmente di struttura tubolare e la carrozzeria in vetroresina o in alcuni casi in fibra di carbonio. Le Formula Vee più performanti raggiungono i 190 km/h.

## La storia
La prima edizione del campionato risale al 1966 come Formel V Europa ed è nata basandosi su varie parti meccaniche del Volkswagen Maggiolino inserite in un nuovo telaio.